# Echinophryne mitchellii
Echinophryne mitchellii är en fiskart som först beskrevs av Morton, 1897.  Echinophryne mitchellii ingår i släktet Echinophryne och familjen Antennariidae. Inga underarter finns listade i Catalogue of Life.